# Eleição municipal de Imperatriz em 2016
A eleição municipal em Imperatriz em 2016 ocorreu em 2 de outubro de 2016 para eleger um prefeito, um vice-prefeito e 21 vereadores para administração da cidade. O prefeito incumbente, Sebastião Madeira, do PSDB, terminou seu mandato em 1 de janeiro de 2017, sendo sucedido por Delegado Assis, do PMDB.

## Antecedentes
O município de Imperatriz, teve como prefeito na eleição municipal de 2012 o candidato Sebastião Torres Madeira do Partido da Social Democracia Brasileira (PSDB) com 71.878 (57.61% dos votos válidos), vencendo a candidata Rosangela do Democratas (DEM) que obteve 39.718 votos (31,83% dos votos válidos).
| Nome              | Partido | Número de votos |
| ----------------- | ------- | --------------- |
| Sebastião Madeira | PSDB    | 71.878          |
| Rosângela Curado  | DEM     | 39.718          |

## Candidatos
Os candidatos a prefeito foram:
|  | Nº | Candidatos       | Partido | Coligação                    | Composição da Coligação                                                                                 | Ocupação             | Grau de Instrução   |
|  | -- | ---------------- | ------- | ---------------------------- | --- | -------------------- | ------------------- |
|  | 12 | Rosângela Curado | PDT     | Juntos para avançar.         | PDT / PC do B / PEN / PR / PSDC / PTC / DEM / PMB / SD / PRB / PRTB / PV / REDE / PSL / PT / PROS / PTB | Odontóloga           | Superior Completo   |
|  | 40 | Ildon Marques    | PSB     | Imperatriz do povo de novo.  | PSB / PP / PHS                                                                                          | Pecuarista           | Superior Incompleto |
|  | 15 | Delegado Assis   | PMDB    | Juntos com Imperatriz.       | PMDB / PTN / PRP                                                                                        | Policial Civil       | Superior Completo   |
|  | 20 | Ribinha Cunha    | PSC     | Imperatriz no caminho certo. | PSC / PSDB / PSD / PMN                                                                                  | Empresário           | Superior Completo   |
|  | 54 | Edmilson Sanches | PPL     | Imperatriz Para Todos        | PPL / PSOL                                                                                              | Jornalista e Redator | Superior Completo   |
|  | 21 | Sandro Ricardo   | PCB     | Imperatriz no Poder Popular  | PCB | Analista de Sistemas | Superior Completo   |

### Resultados Prefeito
| Partido | Partido | Candidato        | Votos   | Votos (%) |
| ------- | ------- | ---------------- | ------- | --------- |
|         | PMDB    | Delegado Assis   | 38 712  | 29,16%    |
|         | PSB     | Ildon Marques    | 36 224  | 27,29%    |
|         | PDT     | Rosângela Curado | 28 967  | 21,82%    |
|         | PSC     | Ribinha Cunha    | 26 587  | 20,03%    |
|         | PPL     | Edmilson Sanches | 1 735   | 1,31%     |
|         | PCB     | Sandro Ricardo   | 521     | 0,39%     |
| Totais  | Totais  | Totais           | 132 746 |           |

### Resultado Vereadores Eleitos[10]
Na eleição municipal de 2016, a cidade teve um total de 258 candidatos a vereador na cidade de Imperatriz. De 21 vereadores eleitos, apenas 4 mulheres, sendo Terezinha Soares (PSDB) a terceira mais votada, as outras são Irmã Telma (PROS), Maura Barroso (PROS) e Fátima Avelino (PMDB). O vereador mais votado foi o Zesiel (PSDB), com 2,38% dos votos. A maioria dos vereadores eleitos são do PSC (três candidatos); PSDB, PEN, PDT, PROS  (dois candidatos cada partido); SD,PRB, PT, PSB, PCdoB, PP, REDE, PV, PMDB (apenas um candidato por partido).
| Candidato(a)            | Partido | Votação     | Votação |
| ----------------------- | ------- | ----------- | ------- |
| Candidato(a)            | Partido | Porcentagem | Total   |
| Zesiel                  | PSDB    | 2,58%       | 3.459   |
| Rildo Amaral            | SD      | 2,30%       | 3.078   |
| Terezinha Soares        | PSDB    | 2,00%       | 2.682   |
| João Silva              | PRB     | 1,90%       | 2.548   |
| Aurelio                 | PT      | 1,65%       | 2.209   |
| Alberto Sousa           | PDT     | 1,65%       | 2.209   |
| Chiquim da Diferro      | PSB     | 1,54%       | 2.059   |
| Ditola                  | PEN     | 1,46%       | 1.954   |
| Professor Carlos Hermes | PC do B | 1,46%       | 1.904   |
| Dr. Fábio Hernandez     | PSC     | 1,42%       | 1.904   |
| Hamilton Miranda        | PP      | 1,41%       | 1.893   |
| Pimentel                | PDT     | 1,38%       | 1.846   |
| Paulinho Lobão          | PDT     | 1,27%       | 1.696   |
| Bebe Taxista            | PEN     | 1,25%       | 1.679   |
| Adhemar Freitas Jr      | PSC     | 1,19%       | 1.588   |
| Ricardo Seidel          | REDE    | 1,18%       | 1.579   |
| Irma Telma              | PROS    | 1,15%       | 1.535   |
| Pedro Gomes             | PSC     | 1,12%       | 1.502   |
| Jose Carlos             | PV      | 1,11%       | 1.481   |
| Maura Barroso           | PROS    | 0,88%       | 1.178   |
| Fatima Avelino          | PMDB    | 0,84%       | 1.119   |